# Acosmium trichonema
Acosmium trichonema là một loài thực vật có hoa trong họ Đậu. Loài này được Rizzini miêu tả khoa học đầu tiên.